# Fechtgesellschaft Basel
Die Fechtgesellschaft Basel (Société d'Escrime de Bâle) ist ein Schweizer Fechtverein aus Basel. Es ist der mitgliederstärkste Fechtverein der Schweiz (Stand: 2005).
Die Fechtgesellschaft Basel ist Mitglied der IG Fechten Basel, von Swiss Fencing und der Fédération Internationale d’Escrime. Gegründet wurde der Verein 1889, als sich einige Mitglieder des 1877 gegründeten Fechtclubs Basel mit dem Wunsch, auch Frauen aufzunehmen, abspalteten. Im Laufe ihrer Geschichte wurde die FGB der erfolgreichste Verein der Schweizer Fechtsportgeschichte. Von 1989 bis 2022 war Manfred Beckmann Trainer des Vereins. Bis zur Bekanntgabe des Rücktritts aus dem Profisport gehörte der Olympiasieger Marcel Fischer der Fechtgesellschaft Basel an. Ebenso trainierte Max Heinzer im Verein.
Der Fechtsaal der FGB an der Theaterstrasse besitzt sieben voll ausgestattete Fechtbahnen (Meldersysteme, Metallplattenpiste) auf Schwingboden. 95 Prozent der Fechter sind Degenfechter, der Rest sind Florettfechter. Säbelfechter sind die Ausnahme. 

## Erfolge
- Mannschaft:
  - Olympiasilber (2000 mit Tabea Steffen) und -bronze
  - Europameister, zuletzt 2004, mit Marcel Fischer und Benjamin Steffen
  - Junioreneuropameister 2006
  - Schweizermeister

- Einzel
  - Olympiagold (Marcel Fischer, 2004) und -silber
  - Vizeweltmeister
  - Finalisten & Podestplätze im Weltcup
  - Finalisten & Podestplätze Europameisterschaften
  - Schweizermeister